# Sargochromis codringtonii
Sargochromis codringtonii es una especie de peces de la familia Cichlidae en el orden de los Perciformes.

## Morfología
Los machos pueden llegar alcanzar los 39 cm de longitud total.

## Distribución geográfica
Se encuentran en África: Angola, Namibia, Botsuana, Zambia y Zimbabue.